# Stanisław Hirszel

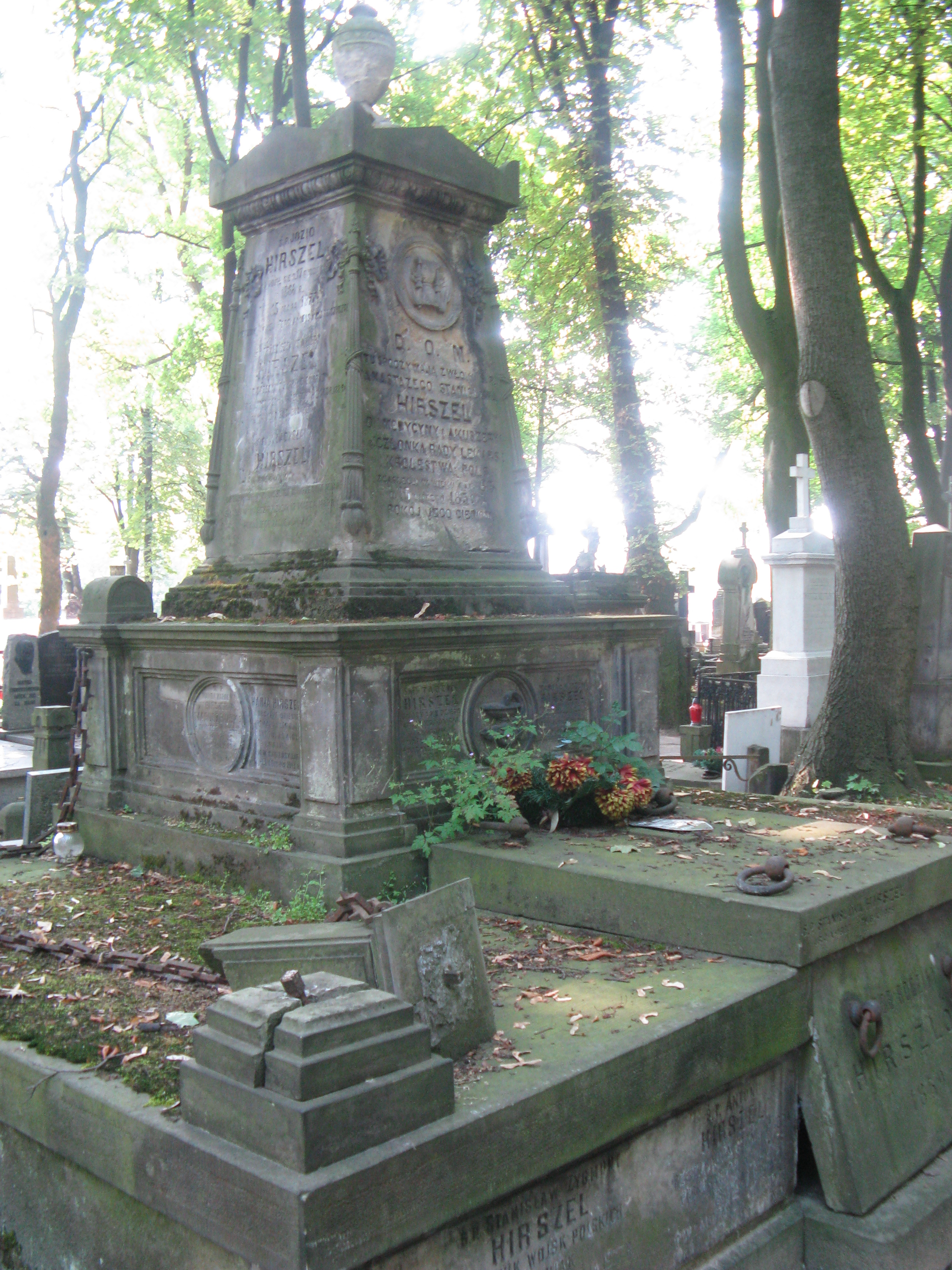
Grób Stanisława Hirszla na cmentarzu Powązkowskim

Stanisław Zygmunt Hirszel, ps. Radzisz (ur. 7 sierpnia 1885 w Warszawie, zm. 15 kwietnia 1937 w Zakopanem) – polski malarz, grafik i karykaturzysta, literat. Żołnierz Legionów Polskich.

## Życiorys
Pochodził ze znanej warszawskiej rodziny, jego ojciec Antoni Hirszel był radcą stanu i prokuratorii Królestwa Polskiego. Studiował w Akademii Sztuk Pięknych w Krakowie, należał do Związku Strzeleckiego. 5 sierpnia 1914 zaciągnął się do Legionów Polskich, od października 1914 służył w 1 szwadronie strzelców konnych. W 1915 został zaszeregowany do Departamentu Wojskowego Naczelnego Komitetu Narodowego, później w 6 Pułku Piechoty i w Krajowym Inspektoracie Zaciągu. W 1916 skierowany do Szkoły Oficerskiej w Przemyślu, równocześnie po awansie na chorążego w baonie uzupełniającym Polskiego Korpusu Posiłkowego. Do Korpusu został przegrupowany we wrześniu 1917, z przemyskiej Szkoły Oficerskiej został przeniesiony do podobnej szkoły w Bolechowie. W lutym 1918 został internowany na Węgrzech, zwolniony po sześciu miesiącach. Był współautorem (z Kazimierzem Starnawskim) projektu odznaki legionistów internowanych w węgierskich obozach. Po 1918 w stopniu porucznika przeszedł do rezerwy. Ten wszechstronnie uzdolniony literat, malarz i rysownik zamieszkał ponownie w Zakopanem. Publikował w lokalnych czasopismach, malował, ilustrował swoje felieton. Do historii przeszła napisana przez niego Szopka zakopiańska, którą publikowano w czasopiśmie „Zakopane” razem z rysunkami tworzonych przez Hirszela kukiełek. W 1923 napisał Przyczynki do monografji powiatu grodzieńskiego.
Zmarł nagle w wielu 51 lat w Zakopanem, spoczywa na cmentarzu Powązkowskim w Warszawie (kwatera 158-2-22).